# جزیره کومسومولتس
جزیره کومسومولتس (به لاتین: Komsomolets Island) یک جزیره در روسیه است که بخشی از مجمع الجزایر سورنایا زملیا به شمار می‌رود.

## خصوصیات
جزیره کومسومولتس ۹٬۰۰۶ کیلومترمربع مساحت دارد. مرتفع‌ترین نقطه این جزیره ۹۳۵ متر بالاتر از سطح آب‌های آزاد واقع شده‌است.